# Candasnos
Candasnos es un municipio y localidad española de la provincia de Huesca, en la comunidad autónoma de Aragón. Perteneciente a la comarca del Bajo Cinca, está situado en un llano al noroeste del embalse de Mequinenza y cuenta con una población de 422 habitantes (INE 2024).

## Geografía
Integrado en la comarca de Bajo Cinca, se sitúa a 97 km de la capital provincial. El término municipal está atravesado por la autopista AP-2 y la carretera nacional N-2 entre los pK 404 y 414. 
El relieve del municipio es predominantemente llano, con algunas elevaciones y barrancos dispersos, suponiendo una transición entre la zona árida de Los Monegros y la fértil vega del río Cinca. La altitud oscila entre los 448 m (Las Huegas), al noroeste, en una zona más elevada propia de Los Monegros, y los 160 m a orillas del arroyo de Valcuerna, al sur. El pueblo se alza a 282 m sobre el nivel del mar. 
| Noroeste: Peñalba y Ontiñena | Norte: Ballobar | Noreste: Ballobar |
| Oeste: Peñalba               |                 | Este: Fraga       |
| Suroeste: Peñalba            | Sur: Fraga      | Sureste: Fraga    |

## Historia
En abril de 1188 el rey Alfonso II de Aragón dio al monasterio de Sijena y a su mujer Sancha el lugar de Candasnos, en Monegros, para que hiciese allí población, señalando sus términos.
El 25 de mayo de 1209 el rey Pedro II de Aragón donó Candasnos al monasterio de Sijena, repitiendo los mismos términos que en el documento anterior.
En 1211 Sibila de Eril vendió a Sijena el lugar de Candasnos que había donado a su familia el rey Alfonso II de Aragón y había cinfirmado Pedro II de Aragón.
En enero de 1217 el monasterio de Sijena dio el término de Candasnos a 37 pobladores para que cultivasen sus tierras a cambio de un tributo anual. Los términos los había fijado el rey Pedro II de Aragón entre Fraga y Sijena.
El 15 de diciembre de 1234 el rey Jaime I de Aragón concedió A Ramón Berenguer de Áger el feudo que tenía en Candasnos.
El 8 de junio de 1257 Jaime I de Aragón cedió Candasnos a Raimundo de Borja.
El 3 de noviembre de 1437 el rey Alfonso V de Aragón concedió a los hombres de la baronía de Alfajarín, entre cuyos lugares estaba Candasnos, franquicia perpetua de los derechos reales, ya que tal baronía la había comprado Juan de Mur y estaba al borde de la ruina.
En 1610 era del monasterio de Sijena.
En 1845, según MADOZ, Candasnos tenía: 130 casas medianamente distribuidas en calles irregulares y empedradas, escuela de primeras letras frecuentada por 55 discípulos y otra con 36 niñas, y una población de 37 vecinos y 222 almas.

## Economía
Actualmente se está viviendo un gran cambio a causa de los nuevos regadíos y de la concentración parcelaria que se ha llevado a cabo.
Los tradicionales cultivos de secano han dado paso a otros largamente esperados como son el maíz, el girasol, la alfalfa y el sorgo, que habrán de compaginarse con los anteriores.

### Ganadería
El sector ganadero está constituido principalmente por explotaciones intensivas de porcino, ovino, avícolas y pequeñas explotaciones cunícolas.
Normalmente la actividad de este sector va asociada a la agrícola.
Debido a las nuevas normas veterinarias, el área del porcino está experimentando una profunda evolución, para ponerse al día, y satisfacer las exigencias del mercado.

### Servicios
La actividad de este sector se centra en la oferta hostelera que genera la N-II y la autopista A-2.
Hay médico, farmacia, varias tiendas y diversos profesionales.
Otra fuente de empleo, conyuntural, son las obras de transformación agraria que se están desarrollando en la zona.
Los polos de atracción comercial principales son, hoy por hoy: Fraga y Lérida.

## Escudo
Cuadrilongo de base redondeada, cortado y medio partido; 1º de oro, roel de azur, 2º de gules pleno, 3º de plata pleno; y sobre el partido, cruz de Malta del uno al otro. Al timbre, Corona Real cerrada. Este escudo se editó en el año 2006, porque hasta la fecha no existía y fue diseñado por Carlos Pueyo, diseñador gráfico candasnino y residente en Barcelona al igual que la bandera. El punto azul superior simboliza el monumento más antiguo de la población. Se trata de "la balsa buena", balsa se construyeron los romanos y que todavía sigue siendo utilizada para abastecer de agua el pueblo en épocas de sequía.

## Bandera
Paño de proporción 2/3, la mitad superior amarilla, con un disco azul en su centro; la mitad inferior dividida verticalmente en dos mitades, roja al asta y blanca al batiente, con una cruz de Malta, centrada en la divisoria, blanca en el campo rojo y roja en el blanco. Esta bandera también se editó en el año 2006.

## Administración y política
| Período   | Alcalde                       | Partido |  |
| --------- | ----------------------------- | ------- |  |
| 1979-1983 | Javier Angás Baches           | PSOE    |  |
| 1983-1987 | Javier Angás Baches           | PSOE    |  |
| 1987-1991 | Javier Angás Baches           | PSOE    |  |
| 1991-1995 | Andrés Pueyo Labara           | PP      |  |
| 1995-1999 | Andrés Pueyo Labara           | PP      |  |
| 1999-2003 | Andrés Pueyo Labara           | PP      |  |
| 2003-2007 | Antonio Guisado Lasala        | PSOE    |  |
| 2007-2011 | Antonio Guisado Lasala        | PSOE    |  |
| 2011-2015 | Eladio Altabás Querol         | PP      |  |
| 2015-2019 | Gema María Delpueyo Ballestar | PP      |  |

| Partido político    | Partido político                                   | 2003   | 2007   | 2011   | 2015   |
| Partido político    | Partido político                                   | Ediles | Ediles | Ediles | Ediles |
|                     | Partido Popular de Aragón (PP)                     | 3      | 3      | 4      | 4      |
|                     | Partido de los Socialistas de Aragón (PSOE-Aragón) | 4      | 4      | 3      | 3      |
| Total de concejales | Total de concejales                                | 7      | 7      | 7      | 7      |

## Demografía
Candasnos cuenta con una población de 422 habitantes (INE 2024).
| Gráfica de evolución demográfica de Candasnos entre 1842 y 2021                                                     |
| |
| Población de derecho según los censos de población del INE Población de hecho según los censos de población del INE |

## Patrimonio

### Patrimonio religioso
- Parroquia dedicada a la Asunción de Nuestra Señora, templo románico con ampliaciones góticas en donde destaca el ábside y sus pinturas murales, ubicadas en el presbiterio
- Ermita de San Bartolomé
- Ermita de Nuestra Señora del Pilar
- Pozo de Hielo

### Monumentos civiles
- Casa Abió y casa Ballabriga, con galerías de arcos de medio punto
- Pozo de Hielo

## Cultura
- Los yacimientos de Valdeladrones, Tozal de los Regallos o Cabeza de la Vieja, donde se han encontrado restos de la Edad de Bronce y de la primera Edad del Hierro

### Fiestas
- Día 25 de abril en honor de san Marcos
- Día 15 de agosto en honor a la Virgen de La Asunción
- Día 16 de agosto en honor de san Roque

### Ocio
La Asociación Cultural Cine Candasnos, en el Cine Cámara, proyecta todos los fines de semana películas.
La Sociedad de Cazadores San Isidro organiza durante el año cacerías, batidas, monterías, etc. por los montes cercanos a la localidad.[cita requerida]